# Miss België 2020
Miss België 2020 was de 52e editie van Miss België die op 11 januari 2020 werd gehouden in het Proximus Theater in De Panne, België.
Vanwege het 90-jarig bestaan van de organisatie deden er geen 30 maar 32 finalisten mee. Tijdens het defilé in avondjurk maakte deelneemster Celine Van Ouytsel een val.
De topfavoriete Van Ouytsel won uiteindelijk de wedstrijd en werd Miss België 2020. Het kroontje werd uitgereikt door de Miss België 2019, Elena Castro Suarez. Celest Decaestecker en Anicca Van Hollebeke vervolledigden de top 3.
Celine Van Ouytsel vertegenwoordigde in 2022 België op Miss World in Puerto Rico.

## Winnaar en finalisten
| Eindresultaat    | Deelneemster |
| ---------------- | --- |
| Miss België 2020 | Antwerpen Celine Van Ouytsel |
| 1e eredame       | West-Vlaanderen Celest Decaestecker |
| 2e eredame       | Luik Anicca Van Hollebeke |
| 3e eredame       | Namen Blandine Frennet |
| 4e eredame       | Luxemburg Laura Vanquaillie |
| 5e eredame       | Vlaams-Brabant Elize Baron |
| Top 15           | Oost-Vlaanderen Chelsy De Witte Oost-Vlaanderen Inara Wytnick Oost-Vlaanderen Lorina Boterdaele West-Vlaanderen Marieke Vanieuwenhuyse Antwerpen Donegul Kula Henegouwen Marie Al-Nima Limburg Karen Jansen Limburg Nisa Van Baelen Waals-Brabant Marie Thomas |

### Speciale prijzen
| Prijs                    | Deelneemster            |
| ------------------------ | ----------------------- |
| Miss Talent              | Blandine Frennet        |
| Miss Beach Miss Wallonia | Anicca Van Hollebeke    |
| Miss Social Media        | Celine Van Outysel      |
| Miss Sport               | Caro Beugnier           |
| Miss Charity             | Marieke Vannieuwenhuyse |
| Miss Model Miss Brussels | Elize Baron             |
| Miss Flanders            | Celest Decaestecker     |

## Deelnemers
| Provincie       | Deelnemers              | Leeftijd | Woonplaats            |
| --------------- | ----------------------- | -------- | --------------------- |
| Antwerpen       | Δ Celine Van Ouytsel    | 23       | Herentals             |
| Antwerpen       | Caro Beugnier           | 21       | Antwerpen             |
| Antwerpen       | Donegul Kula            | 19       | Heffen                |
| Antwerpen       | Selena Ali              | 22       | Stabroek              |
| Brussel         | Δ Nihal Eddaghmoumi     | 23       | Berchem-Sainte-Agathe |
| Brussel         | Ines Benaisa            | 22       | Ukkel                 |
| Brussel         | Cindy Wetzels           | 22       | Berchem-Sainte-Agathe |
| Oost-Vlaanderen | Δ Chelsy De Witte       | 20       | Zelzate               |
| Oost-Vlaanderen | Lorina Boterdaele       | 18       | Oosterzele            |
| Oost-Vlaanderen | Pauline Noyen           | 26       | Evergem               |
| Oost-Vlaanderen | Willemijn Pieters       | 16       | Ninove                |
| Oost-Vlaanderen | Inara Wytnick           | 23       | Sleidinge             |
| Oost-Vlaanderen | Orelie De Nul           | 22       | Buggenhout            |
| Vlaams-Brabant  | Δ Elize Baron           | 21       | Herent                |
| Vlaams-Brabant  | Rebecca De Weerdt       | 17       | Steenokkerzeel        |
| Vlaams-Brabant  | Yara Struvyen           | 17       | Blanden               |
| Henegouwen      | Δ Marie Al-Nima         | 20       | Masnuy-Saint-Jean     |
| Henegouwen      | Furayah Kayembe         | 18       | Mons                  |
| Henegouwen      | Sarah Chiry             | 23       | Moulbaix              |
| Henegouwen      | Bélinda Cerini          | 23       | Thiméon               |
| Luik            | Δ Anicca Van Hollebeke  | 23       | Faimes                |
| Luik            | Amandine Toffoli        | 22       | Seraing               |
| Limburg         | Δ Nisa Van Baelen       | 19       | Tessenderlo           |
| Limburg         | Alessia Murru           | 17       | Genk                  |
| Limburg         | Karen Jansen            | 18       | Lommel                |
| Luxemburg       | Δ Laura Vanquaillie     | 20       | Bertrix               |
| Namen           | Δ Blandine Frennet      | 20       | Tongrinne             |
| Namen           | Gaëlle Delforge         | 20       | Andenne               |
| Waals-Brabant   | Marie Thomas            | 20       | Braine-le-Château     |
| West-Vlaanderen | Δ Celest Decaesstecker  | 19       | Leffinge              |
| West-Vlaanderen | Marieke Vannieuwenhuyse | 27       | Roeselare             |
| West-Vlaanderen | Mohini Cellisa Mathoera | 21       | Oostende              |

Δ : Wanneer de kandidate bekroond werd met de provinciale titel.
1928 · 1929 · 1930 · 1931 · 1932 · 1933 · 1934 · 1935 · 1936 · 1937 · 1938 · 1939 · 1940–1945 · 1946 · 1947 · 1948 · 1949 · 1950 · 1951 · 1952 · 1953 · 1954 · 1955 · 1956 · 1957 · 1958 · 1959 · 1960 · 1961 · 1962 · 1963 · 1964 · 1965 · 1966 · 1967 · 1968 · 1969 · 1970 · 1971 · 1972 · 1973 · 1974 · 1975 · 1976 · 1977 · 1978 · 1979 · 1980 · 1981 · 1982 · 1983 · 1984 · 1985 · 1986 · 1987 · 1988 · 1989 · 1990 · 1991 · 1992 · 1993 · 1994 · 1995 · 1996 · 1997 · 1998 · 1999 · 2000 · 2001 · 2002 · 2003 · 2004 · 2005 · 2006 · 2007 · 2008 · 2009 · 2010 · 2011 · 2012 · 2013 · 2014 · 2015 · 2016 · 2017 · 2018 · 2019 · 2020  · 2021 · 2022 · 2023 · 2024 · 2025